# Нажиб Идельбай
Нажиб Идельбай (наст. имя — Назиб Сафиевич Идельбаев; баш. Нәжип Иҙелбай, Нәжип Сафа улы Иҙелбаев; 1912—1991) — башкирский поэт, переводчик, журналист. Член Союза писателей Башкирской АССР (1974).

## Биография
Назиб Сафиевич Идельбаев родился 12 марта 1912 года в деревне Идельбаево Орского уезда Оренбургской губернии (ныне Баймакский район Башкортостана). Этой деревни, находившейся в трёх километрах от города Баймак, в низине у подножья хребта Ирендык, уже не существует. В 1950-е годы её жители переселились в Баймак.
Окончил Баймакский горно-промышленный техникум, после чего в 1929—1931 гг. работал на Баймакском медеплавильном заводе.
С 1931 года работал в редакции газеты «Ҡыҙыл Баймак» (ныне «Баймакский вестник»).
В 1932—1933 гг. работал в Комитете радиоинформации при Совете народных комиссаров Башкирской АССР.
С 1933 года работал на строительстве канала имени Москвы, а с 1935 года одновременно являлся сотрудником газеты «Ударники канала», издававшейся в г. Дмитрове (Московская область).
В 1937—1938 гг. учился в Башкирском педагогическом институте имени К. А. Тимирязева (ныне Уфимский университет науки и технологий), в то же время являлся сотрудником Башкирского книжного издательства.
В 1938 году был призван на военную службу в ряды Красной Армии. С 1941 года — на фронтах Великой Отечественной войне, командовал взводом и ротой. Был контужен, трижды получал ранения. В 1944 году после тяжелого ранения возвратился в Уфу.
Награждён орденом Отечественной войны 2-й степени, орденом Красной Звезды и медалями.
В 1945—1947 гг. являлся сотрудником газеты «Кызыл Башкортостан».
В 1947—1949 гг. работал в Комитете радиоинформации при Совете Министров Башкирской АССР.
В 1953—1955 гг. — заведующий отделом газеты «Ленинсы».

## Творческая деятельность
Начал публиковаться в 1930-х гг. В 1947 году был издан первый сборник стихов «Кук шинель» («Серая шинель»), в который вошли фронтовые стихи. В последующих книгах «Лети, мой гнедой» (1958), «Йырым һиңә булһын» («Песня моя тебе», 1970), «Еңеү иртәһе» («Утро победы», 1981) Нажиб Идельбай воспевает родину, выражает свою любовь к народу. Многие его произведения берут своё начало из устно-поэтического творчества башкирского народа. В 1992 году был опубликован сборник стихов «Солнце Победы».
Автор одноактных пьес «Аҡ эт бәләһе — кара эткә» («Вина белой собаки — чёрной собаке»), «Көтөлмәгән ҡунак» («Нежданный гость») и других. Написал книгу рассказов, легенд и воспоминаний «Куштиряк» (1984).
Нажибом Идельбаем выполнены переводы на башкирский язык сборника сказов П. П. Бажова «Малахитовая шкатулка» («Таш ҡумта», 1951), романа С. П. Злобина «Салават Юлаев» («Салауат Юлаев», 1957), романа М. О. Ауэзова «Путь Абая» («Абай юлы»), романа Н. А. Островского «Рождённые бурей», произведений С. Т. Аксакова («Детские годы Багрова-внука»), А. П. Гайдара («Школа»), Н. В. Гоголя, А. П. Чехова, П. П. Ершова, М. Горького, Ч. Айтматова, О. Гончара, С. В. Михалкова, Дж. Лондона и других писателей.
Песни на стихи Нажиба Идельбая созданы композиторами М. Х. Ахметовым, Х. Ф. Ахметовым, М. М. Валеевым, З. Г. Исмагиловым и другими. Большую популярность получила песня «Лети, мой гнедой» (1946, музыка З. Исмагилова), посвящённая бойцам Башкирской кавалерийской дивизии генерала Шаймуратова. Эта песня заняла первое место на Всесоюзном радиоконкурсе советской песни (1949).
Ряд произведений Нажиба Идельбая переведён на казахский язык.

## Память
- В Уфе на доме, где жил поэт, установлена мемориальная доска.
- Улица Идельбаева в Баймаке названа в его честь.